# Fonacot (México)
El Instituto del Fondo Nacional para el Consumo de los Trabajadores (Fonacot) es una institución financiera del gobierno mexicano, creada para apoyar la adquisición de bienes y servicios por parte de los trabajadores a tasas competitivas de mercado. El Fonacot es una institución tripartita en el Consejo de Administración participan el sector obrero, el sector empresarial y el gobierno federal, sectorizada en la Secretaría del Trabajo, por lo que el presidente del Consejo es el propio secretario del Trabajo.

## Historia
El Fonacot se creó el 2 de mayo de 1974, por decreto publicado por el entonces presidente de la República Luis Echeverría Álvarez, como un fideicomiso público, con Nacional Financiera como fiduciaria, como una respuesta del gobierno Federal a las demandas de los trabajadores a través del Congreso del Trabajo en el sentido de apoyar a la clase social de menores ingresos, ofreciéndole una alternativa de financiamiento que un mecanismo de pago mediante descuento de nómina que le permita ir generando un patrimonio de manera gradual, incrementando su bienestar y el de sus familias.
Posteriormente, el 24 de abril de 2006 abandonó su figura de fideicomiso, al expedirse la Ley del Instituto del Fondo Nacional para el Consumo de los Trabajadores y constituirse en un organismo público descentralizado de interés social sectorizado en la Secretaría del Trabajo y Previsión Social, con personalidad jurídica y patrimonio propio y autosuficiencia presupuestal.

## Directores generales
- Carlos Guerrero Larrañaga
- Gabriel Quintero Lopez
- Miguel Martinez Martínez
- Jorge Familiar Calderón
- Gabriel Ramírez Fernández
- Canek Vázquez Góngora
- César Martínez Baranda

## Créditos y supervisión
El Fonacot otorga crédito a trabajadores fondeándose con recursos que obtiene en el mercado. Es uno de los emisores más activos en la Bolsa Mexicana de Valores.
El Fonacot está sujeto a sólidas prácticas de supervisión bancaria: es sujeto de la regulación y supervisión de la Comisión Nacional Bancaria y de Valores (CNBV), rinde cuentas a la Auditoría Superior de la Federación, tiene asignado a un Auditor Externo por parte de la Secretaría de la Función Pública y, por su participación como emisor en el mercado de valores, está sujeto al escrutinio por parte de agencias calificadoras de valores, intermediarios e inversionistas.
Hoy en día, el Fonacot es una organización que fomenta el desarrollo integral de los empleados de las empresas afiliadas y el crecimiento de su patrimonio familiar, promoviendo el acceso al mejor crédito del mercado para la obtención de bienes y servicios de alta calidad a precios competitivos.